# ペッツォーロ・ヴァッレ・ウッツォーネ
ペッツォーロ・ヴァッレ・ウッツォーネ（伊: Pezzolo Valle Uzzone）は、イタリア共和国ピエモンテ州クーネオ県にある、人口約300人の基礎自治体（コムーネ）。

## 地理

### 位置・広がり
| 隣接するコムーネは以下の通り。括弧内のSVはサヴォーナ県、ATはアスティ県所属を示す。 - ベルゴロ - カステッレット・ウッツォーネ - コルテミーリア - レーヴィチェ - ピアーナ・クリージア (SV) - セローレ (AT) |

#### 地震分類
イタリアの地震リスク階級 (it) では、4 に分類される
。

## 行政

### 分離集落
ペッツォーロ・ヴァッレ・ウッツォーネには、以下の分離集落（フラツィオーネ）がある。
- Gorrino, Santuario di Todocco, Carpeneta, Vassalli, Blengi